# Gnathia africana
Gnathia africana är en kräftdjursart som beskrevs av Barnard 1914. Gnathia africana ingår i släktet Gnathia och familjen Gnathiidae. Inga underarter finns listade i Catalogue of Life.